# Роберт Грейсміт
Роберт Грейсміт (англ. Robert Graysmith, нар. 17 вересня 1942) — американський кримінальний письменник і колишній карикатурист. Ім'я при народженні Robert Gray Smith.

## Біографія
Роберт Грейсміт в 1969 році працював в San Francisco Chronicle карикатуристом з політичної тематики, коли на світ з'явилася справа про серійного вбивцю на ім'я Зодіак. Грейсміт намагався розшифрувати листи, написані вбивцею. Протягом наступних 13 років він став одержимий цією справою, в підсумку на робочому місці нарешті зіткнувшись з людиною, яку він підозрював, — Артур Лі Аллен. Його другий шлюб закінчився розлученням, яке він пов'язую з його глибоким інтересом до цієї справи. Про цю справу Грейсміт написав дві книжки. З часом він відмовився від своєї попередньої роботи, хоча як карикатурист був номінований на Пулітцерівську премію. Замість цього він написав ще п'ять книг про гучні злочини, одна з яких в 2002 році стала основою для фільму «Auto Focus». Трилер «Зодіак» 2007 року режисера Девіда Фінчера також частково заснований на книзі Грейсміта, і роль самого письменника в ній виконав актор Джейк Джилленгол. Нині Грейсміт живе в Сан-Франциско.